# Beside the Ocean of Time
Beside the Ocean of Time is een roman van George Mackay Brown uit 1994. Het boek werd uitgegeven door John Murray en genomineerd voor de Booker Prize. De Saltire Society riep het werk uit tot boek van het jaar. Het was Browns laatste roman.
In Beside the Ocean of Time gebruikt Brown een associatieve, niet chronologische vertelstijl, waarin hij het fictieve Orkneyeiland Norday als metafoor gebruikt voor de vergankelijkheid van culturen en gemeenschappen, naast het eeuwige voortbestaan van het leven zelf. Hij verweeft hierbij geschiedenis met folklore en gebruikt Orcadische dialectwoorden.

## Samenvatting
Thorfinn Ragnarsson, een ‘dromerige nietsnut’, groeit op in Orkney in de jaren dertig. Norday wordt bevolkt door keuterboeren, vissers en kleine zelfstandigen, onder wie Ben Hoy de socialist, Jimmo de straatarme conservatief en kroegeigenaar MacTavish, een Schots-nationalistische inwijkeling die niet wil begrijpen dat Orkney in cultureel opzicht meer Scandinavisch dan Schots is. Thorfinn presteert niet goed op school en dagdroomt over de Varjagen, de Slag bij Bannockburn en de bouw van prehistorische brochs. Winkelbediende Tina aast op zijn vader, de weduwnaar Matthew Ragnarsson, tot groot ongenoegen van zijn zuster, die Tina niet kan uitstaan. 
De laird van Norday is een oude, rijke maar sympathieke man, die zijn zomers op het eiland doorbrengt. Hij is verdrietig omdat zijn nichten hem niet meer vergezellen om op het paard Selkie te komen rijden. Uiteindelijk schenkt hij dit paard aan Thorfinn, omdat hij het niet over zijn hart kan krijgen, het te laten doodschieten. De nieuwe dominee is een onconventionele, verstrooide man die meer in geologie en natuurkunde dan in zijn preken geïnteresseerd lijkt en zich zonder aarzelen onder de agnosten en atheïsten in de kroeg mengt. De komst van een jonge, aantrekkelijke vrouw die bij hem intrekt, zorgt voor ontsteltenis op Norday. Dit blijkt uiteindelijk zijn halfzus Sophie te zijn. Zij is een heel innemende persoonlijkheid en zegt Thorfinn dat hij niets anders dan een dichter kan worden. Thorfinn wordt verliefd op haar, maar ze vertrekt weer.
In het hoofdstuk A Man’s Life wordt het leven van Jacob Olafson beschreven, die zojuist is doodgevallen. Deze weduwnaar was met een Canadese squaw getrouwd; zijn dochter vertelt Thorfinn, kort voordat ze zelf sterft, dat haar vader hem zijn vissersboot heeft nagelaten. Thorfinn fantaseert dat hij in de achttiende eeuw met een selkie is getrouwd.
De Tweede Wereldoorlog breekt uit en Norday wordt tot militaire basis uitgebouwd. MacTavish kan niet verkroppen dat zijn kroeg wordt opgeëist en pleegt zelfmoord. Thorfinn wordt algauw krijgsgevangene in Beieren, alwaar hij met een oud potlood een boek begint te schrijven. Dit komt kampcommandant Schneider ter ore, die hem ontbiedt en bier met hem drinkt. Hij blijkt eigenlijk een zachtmoedig man te zijn die niets van Hitler moet hebben: „Er zijn veel te veel soldaten in de wereld en veel te weinig dichters”. Zijn enige zoon is gesneuveld in Monte Cassino. Hij leent Thorfinn een schrijfmachine en stuurt het afgewerkte manuscript zelf naar Engeland. Dan wordt Schneider door de SS meegenomen en vermoord. Bij de bevrijding van het krijgsgevangenenkamp neemt Thorfinn alleen zijn Duitse schrijfmachine mee.
In de late jaren zestig is Norday onbewoond; grote delen van het eiland zijn met beton bedekt en de meeste gebouwen zijn verkrot. Een idealistische kolonie van hippies kon hier niet overleven. Thorfinn, inmiddels een bekende schrijver, is het hectische leven in Edinburgh ontvlucht, neemt zijn intrek in de strandhut van Jimmo en knapt de oude boot op die hij ooit van Jacob Olafson geërfd had. Ondertussen tikt hij verder op zijn oude schrijfmachine. Nagenoeg elkeen die hij op Norday gekend heeft, is overleden; melancholisch struint hij over het oude kerkhof. Dan bespeurt hij licht in een van de boerderijen. Hij denkt dat een van de hippies desondanks is achtergebleven en ontwijkt haar moedwillig. Hij is boos omdat deze onbekende geen enkel recht heeft hier te verblijven, totdat ze hem eten komt brengen; het blijkt Sophie te zijn. Aan de rand van de zee praten ze bij over het verleden: „Die dichter zal onze zoon zijn”.